# Orchidopexie
Orchidopexie is een medische operatie die door een uroloog wordt uitgevoerd om teelballen, testikels, die zich buiten de balzak bevinden daar naar toe te verplaatsen. Deze testikels worden ook wel niet-ingedaalde, oningedaalde, niet-scrotale- of liestestikels genoemd. 

## Redenen
Als het indalen van de testikels naar de balzak gewenst is of noodzakelijk wordt geacht, wordt eerst geprobeerd ze met handmassage te verplaatsen. Als door induwen de testikel in de balzak komt én daar blijft is het probleem opgelost. Indien een bal niet naar de balzak te verplaatsen is of steeds weer terug schiet, wordt de patiënt orchidopexie geadviseerd. De testikel wordt dan operatief in de balzak vastgezet.
Er zijn vier redenen waarom artsen adviseren een teelbal te doen indalen:
- Het zou de vruchtbaarheid verbeteren
- Het zou minder kans geven op testikelkanker
- Mocht toch testikelkanker ontstaan dan zou dit eerder geconstateerd worden
- Psychisch kan de afwezigheid van ingedaalde teelballen belastend zijn

Tot ca. 2010 gold ook het puur cosmetische aspect als voldoende reden.

## Operatie
Bij de operatie maakt de arts een sneetje in de lies en in de balzak. De zaadbal wordt vrij gemaakt. Ook de bloedvaten en de zaadleider worden vrij gemaakt van het omliggende weefsel. Hierdoor kan voldoende lengte worden verkregen om de bal naar de balzak te brengen en daar vast te zetten.

## Kritiek
In een richtlijn voor Nederlandse huisartsen (2002) wordt gesteld dat nooit bewezen is dat een vroegtijdige operatie een betere vruchtbaarheid of een geringere kans op kwaadaardige tumorvorming oplevert.
 Onder meer een kinderarts van het Röpcke-Zweers Ziekenhuis geeft ditzelfde aan wat de kans op teelbalkanker betreft: volgens hem vermindert een operatie die - van zichzelf nog steeds relatief lage - kans niet, maar maakt het zelfonderzoek wel beter mogelijk.